# Баргузински хребет
Баргузѝнският хребет (на руски: Баргузинский хребет) е планински хребет в Забайкалието, разположен в северозападната част на Република Бурятия, Русия. Простира се на 280 km покрай източния бряг на езерото Байкал, от Чивиркуйския залив на езерото на юг до долината на река Горна Ангара (влива се в Байкал) на север. На изток се спуска стръмно към долината на река Баргузин (влива се в Байкал). Средна височина около 2000 m, максимална 2841 m. Хребетът е изграден от горнопротерозойски граните и кресталинни шисти. Има остри скалисти върхове, стръмни трудносотъпни склонове, дълбоки разчленени проломи и силно развити карстови форми. Отводнява се от десните притоци на река Баргузин, река Светлая (ляв приток на Горна Ангара) и множество малки и къси реки, вливащи се директно в езерото Байкал (Томпуда, Шегнанда, Кабаня, Болшая и др.). Западните му склонове на височина до 1200 – 1400 m са обрасли с борово-лиственична и елово-кедрова тайга, а нагоре следват редки гори от кедров клек, планинска тундра и алпийски пасища. По източния склон на височина до 1400 – 1800 m преобладава лиственичната тайга. В южния му край се простира част от Забайкалския национален парк.

## Топографска карта
- N-49-А, М 1:500 000[2]
- N-49-В, М 1:500 000[3]